# Cyklopentadienid sodný
Cyklopentadienid sodný je organická sloučenina sodíku se sumárním vzorcem C5H5Na. Vzorec se často zkracuje na NaCp, kde Cp− je cyklopentadienidový anion. Jako čistá látka je to bezbarvá kapalina, ovšem často je růžový kvůli přítomnosti zoxidovaných nečistot.

## Příprava
Cyklopentadienid sodný je komerčně dostupný jako roztok v tetrahydrofuranu. Připravuje se reakcí cyklopentadienu se sodíkem:
2 Na + 2 C5H6 → 2 NaC5H5 + H2
Často se přitom zahřívá kapalný sodík rozptýlený v dicyklopentadienu. Dříve se používal sodík ve formě drátu nebo písku, připravovaného rozpouštěním kapalného sodíku v xylenu za prudkého míchání.
Další způsob přípravy spočívá v reakci hydridu sodného s cyklopentadienem:
NaH + C5H6 → NaC5H5 + H2

## Použití
Cyklopentadienid sodný je běžná výchozí látka pro výrobu metalocenů, například ferrocenu:
2 NaC5H5 + FeCl2 → Fe(C5H5)2 + 2 NaCl